# گروسهوفن
گروسهوفن {{آلمانی|Großhofen}منطقه ای مسکونی در اتریش است که در ناحیه گنزرندورف واقع شده‌است. گروسهوفن ۹۲ نفر جمعیت دارد.